# Bandflickblomfluga
Bandflickblomfluga (Meliscaeva cinctella) är en tvåvingeart som först beskrevs av Zetterstedt 1843.  Bandflickblomfluga ingår i släktet flickblomflugor, och familjen blomflugor. Arten är reproducerande i Sverige. Inga underarter finns listade i Catalogue of Life.

## Bildgalleri

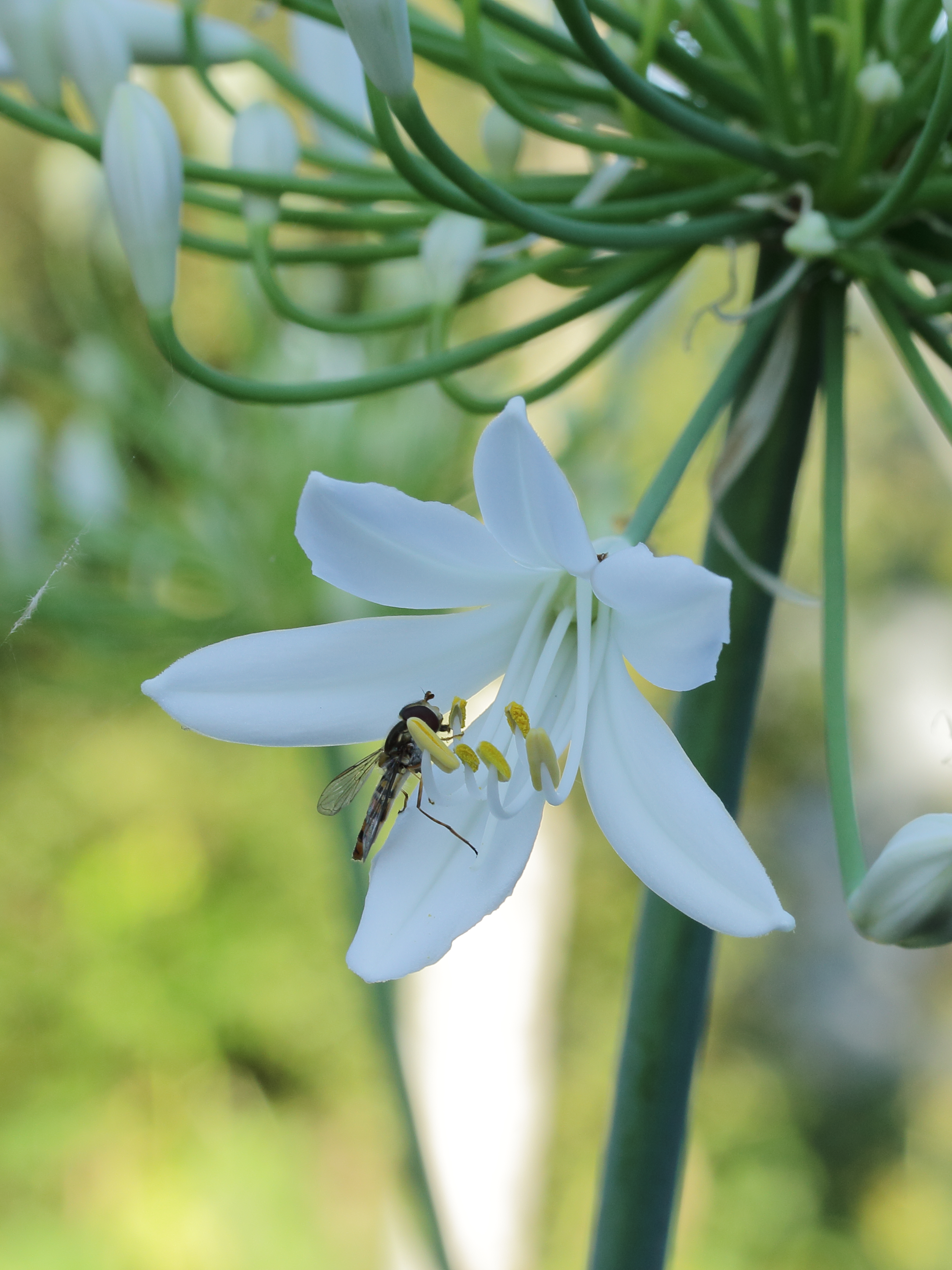
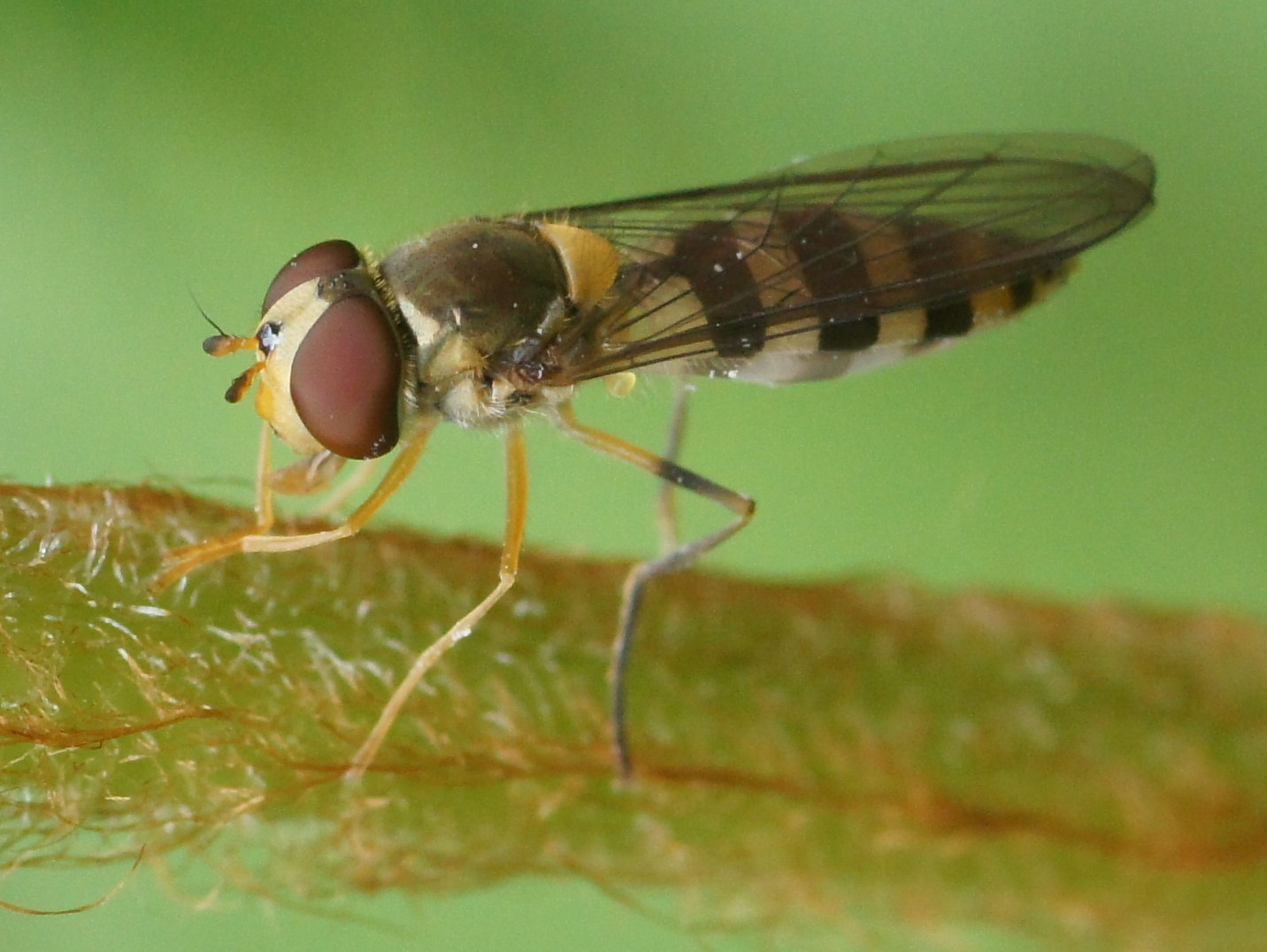
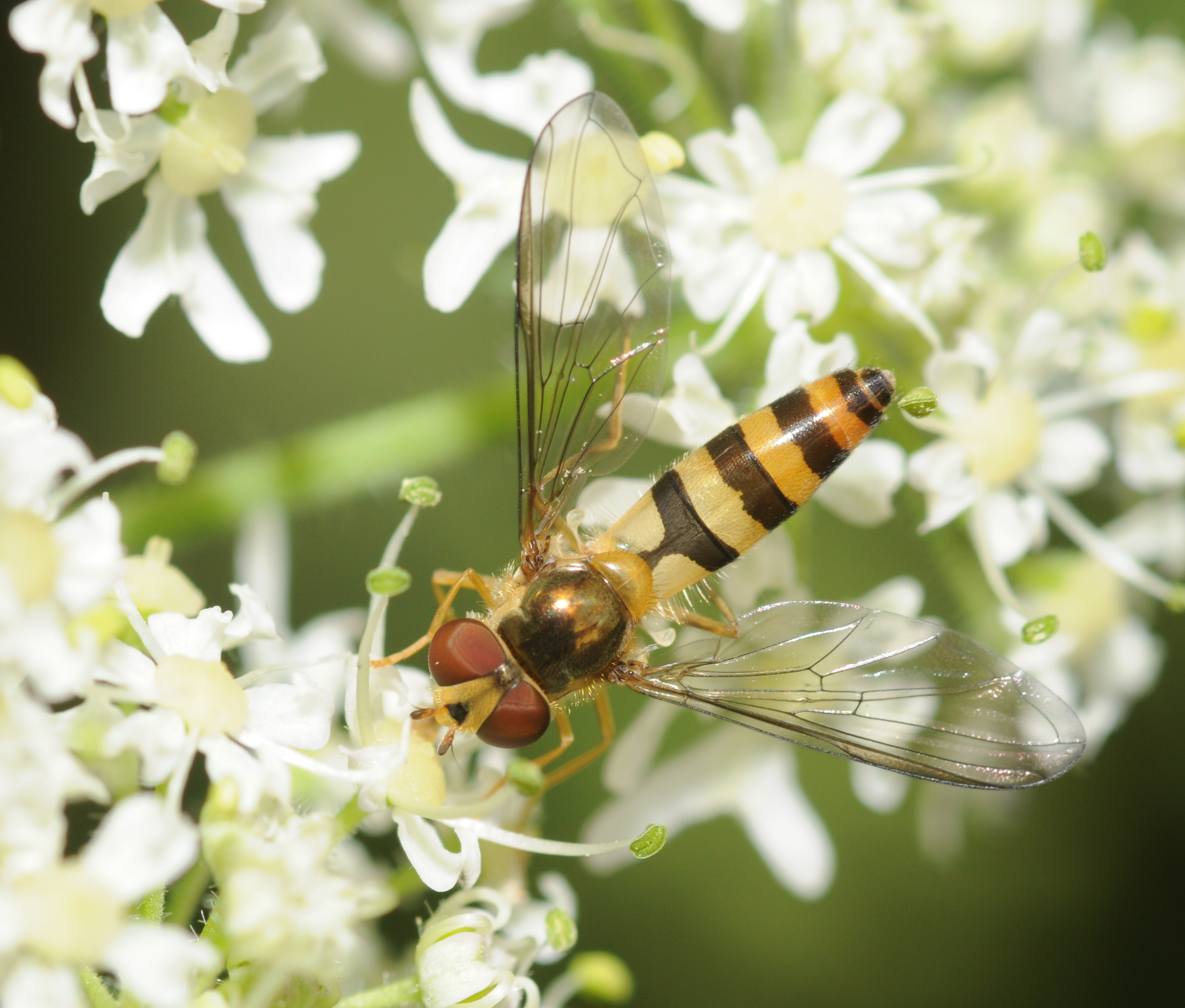
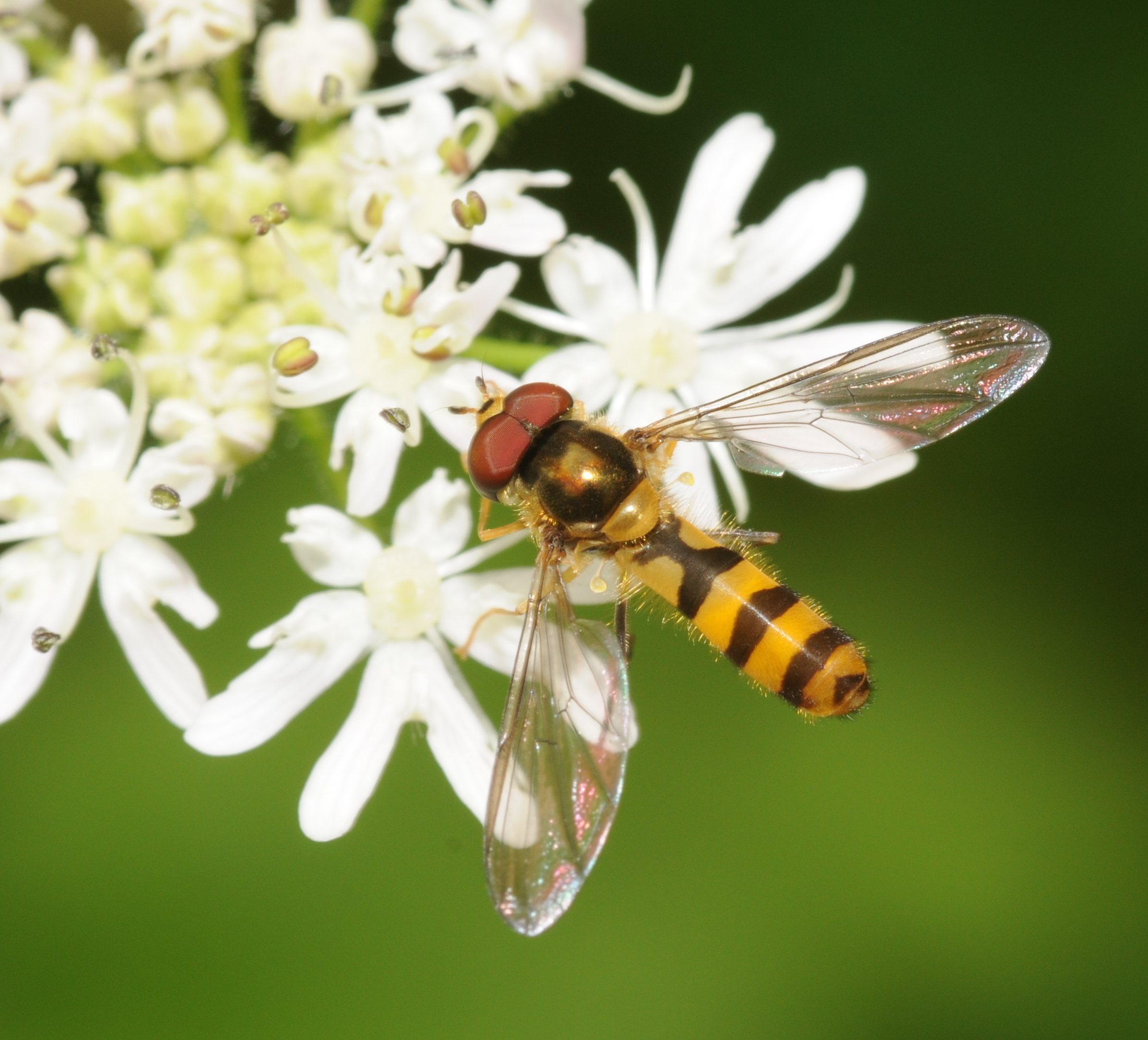
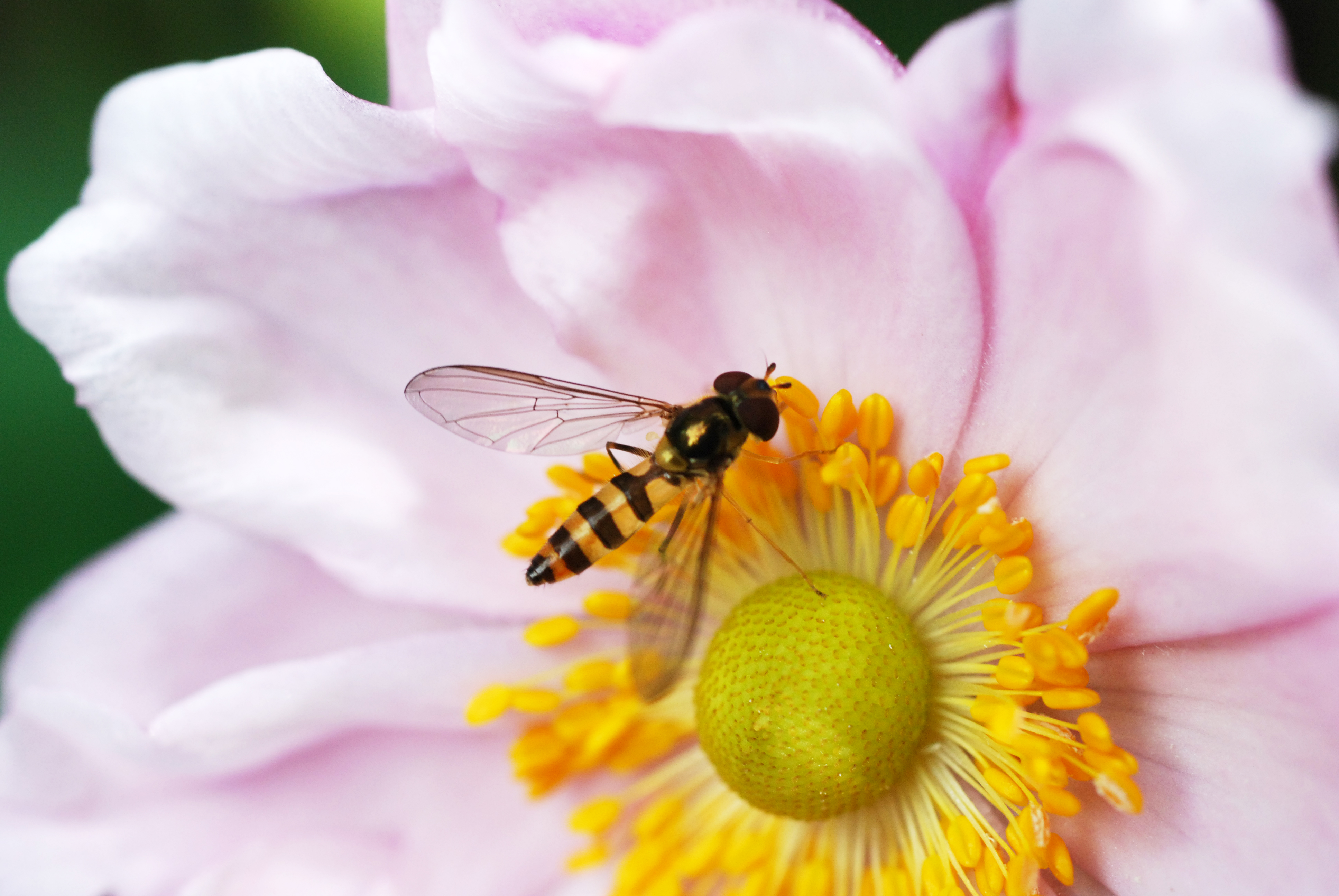
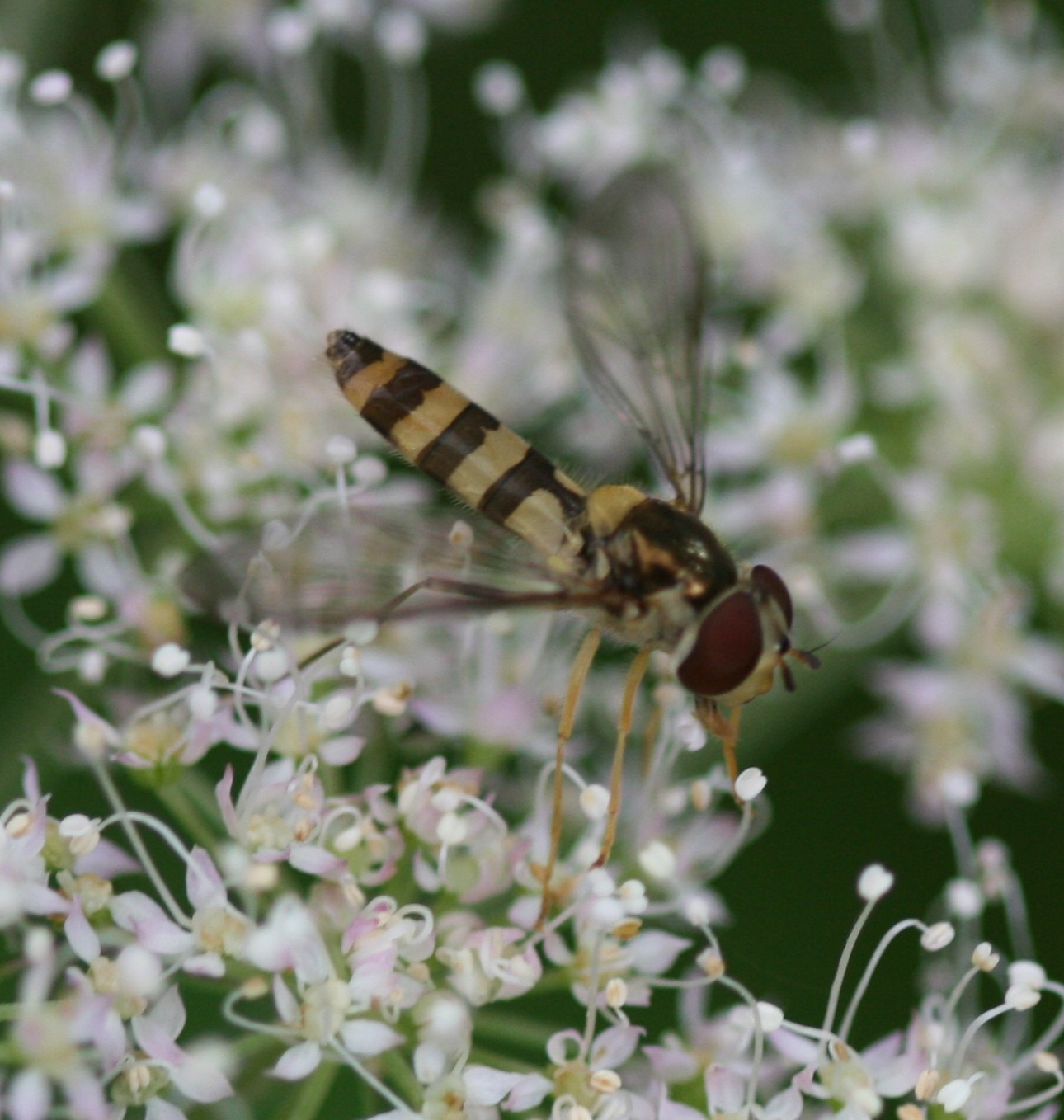